# Народня воля (газета)
«На́родня во́ля» — щоденна українська газета, яку видавали з 4 (17) травня 1917 по 14 листопада 1919 року Центральний український кооперативний комітет та Українська селянська спілка. Гаслом організаторів було: «Нехай живе федеральна демократична республіка та автономна Україна», цю ж політичну лінію підтримував і їх часопис. Головний лозунг партії — «Земельна реформа» — знаходив відгук в селянських масах, тому газета мала значну аудиторію і вплив на перебіг подій.
В цій газеті нерідко виступав з важливими політичними публікаціями Михайло Грушевський. Щодо найгострішого питання того часу — стосунків з Росією — це видання цілком розділяло лінію Української Центральної Ради та стояло на федеративних позиціях до самого жовтневого перевороту в Петрограді.
Робили газету молоді люди, це позначалося на загостреній, полемічній манері висловлювань, різких оцінках політичних супротивників тощо. Їхнім прагненням було дати українським силам пресу європейського рівня.
До початку наступу муравйовців із півночі на Україну газета дотримувалася девізу: «За народну республіку Україну у складі Російської федерації!». Перед захопленням Києва більшовиками та закриття ними газет редакція виїхала з міста в Житомир, з цими подіями втратив актуальність і згадуваний девіз.

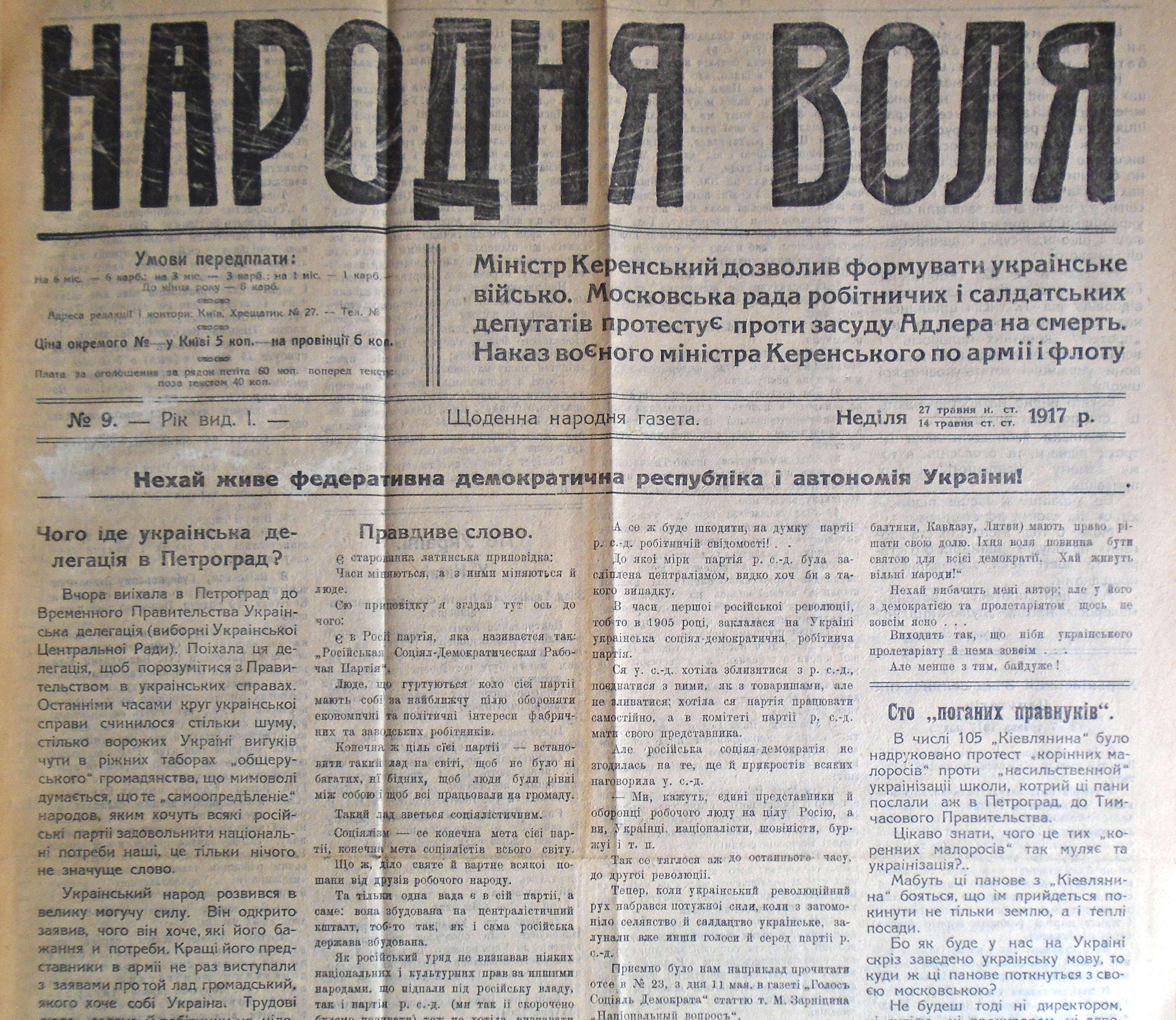
Гасло «Нехай живе федеративна демократична республіка і автономія Украіни!» в номері за 14 травня 1917 року
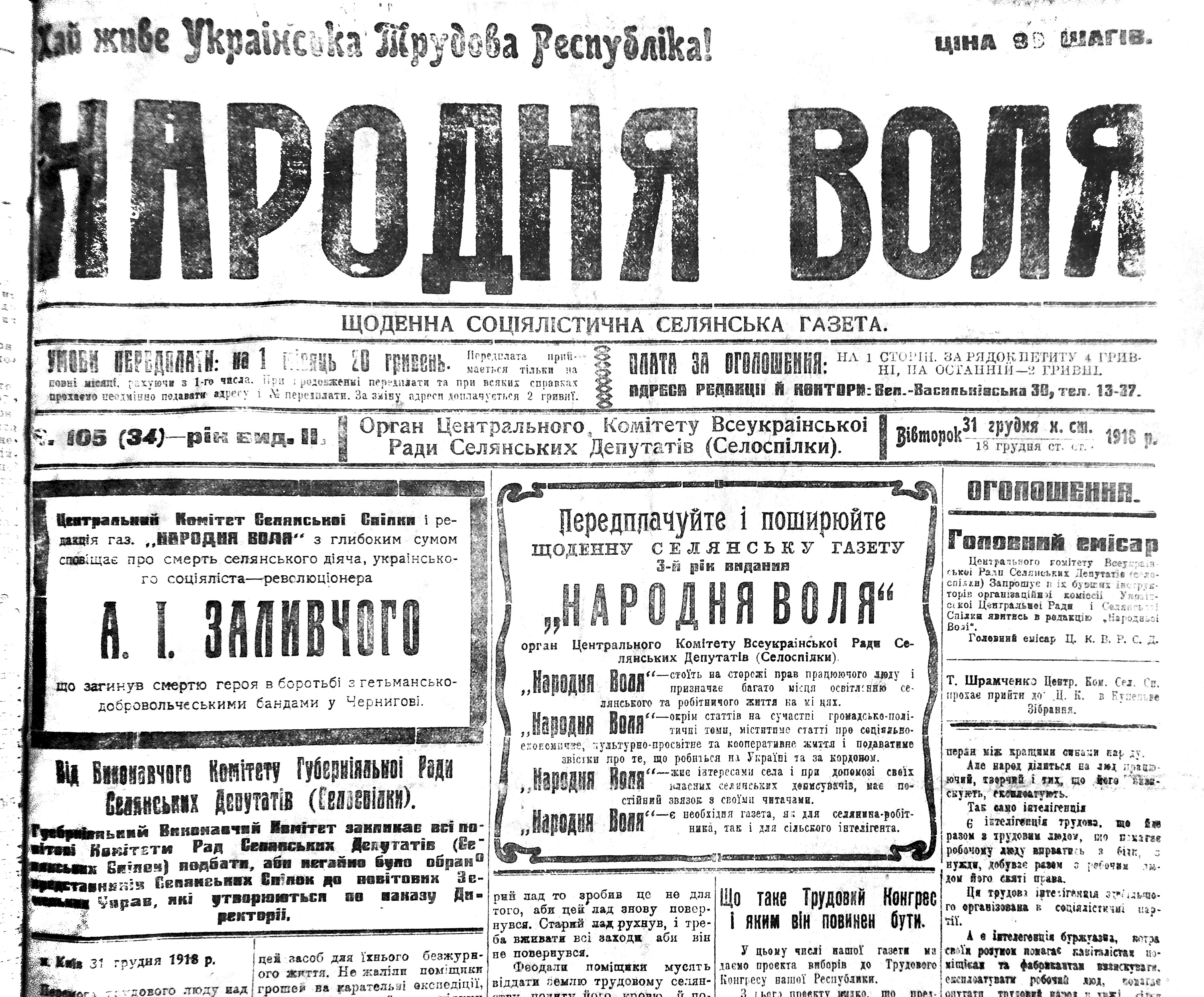
Некролог Андрія Заливчого в газеті «Народня воля» за 31 грудня 1918 року

## Зауваження
1. ↑  До радянської реформи українського правопису 1933 року замість нинішнього наро́д говорили на́рід з наголосом на перший склад